# アミューズミュージアム
アミューズミュージアム（英: Amuse Museum）は、かつて東京都台東区浅草にあった日本文化を展示する私立美術館。布文化と浮世絵の美術館（ぬのぶんかとうきよえのびじゅつかん）とも云う。
浅草寺の東隣で2009年11月1日に開館し、2019年3月31日に閉館した。大手芸能プロダクション・アミューズが運営母体。

## 概要
民俗学者田中忠三郎の所有する資料を中心に、約3万点の所蔵品（国の重要有形民俗文化財「津軽・南部のさしこ着物」786点を含む）を有する。公開展示点数は約1500点。
浅草を拠点にした新事業を検討していた、アミューズの大里洋吉会長が青森出身で、田中忠三郎の親戚と知己があったことがきっかけであった。築43年の建物をリノベーションし、6階建てのビルを丸ごとライブ・ミュージアムとして再生させていた。
布文化を中心とした、無名の職人や一般女性の手仕事による美術工芸を紹介しており、展示品はNHK「美の壷」「新日本風土記」などのメディアでも取り上げられている。
また、2013年の春夏パリ・メンズコレクションでルイ・ヴィトンが、2014年の春夏ニューヨーク・コレクションではアルチュザラが、2015年春夏コレクションでコム デ ギャルソン・ジュンヤ ワタナベ マンが、同館の展示品BOROをモチーフにした。
リトゥンアフタワーズの山縣良和や「途中でやめる」の山下陽光など、同館の展示に影響を受けたと公言するデザイナーやアーティストも多い。
名誉館長は田中忠三郎。館長兼キュレーターは辰巳清。キュレーションのコンセプトは「もったいない」。東京・ミュージアムぐるっとパス2015（東京の美術館・博物館等共通入場券）利用対象施設となっている。
2018年4月、建物の老朽化を理由として開館10周年の区切りである2019年3月31日をもって閉館することが発表された。

## 建物・展示
浅草寺の東門である二天門に隣接する築50年のビルをリノベーションした延床面積約2000m²のミュージアムは、1階が和雑貨、伝統工芸品主体のミュージアムショップ。
2・3階がギャラリー及び、日本の布文化を扱う4つの展示室となっている。2・3階の4つの展示室の区分は第1～第3展示室が常設展示、第4展示室が企画展示室の扱いである。

- 第1展示室【常設展】BORO

ツギハギだらけのぼろ布のアート性に注目した
奇跡のテキスタイルアート「BORO」を展示
- 第2展示室【常設展】「民具倉庫」

古民具を用いたインスタレーションを展示
- 第3展示室【常設展】「夢の跡」

黒澤明監督映画「夢」に使用した衣裳・パネル等を展示
- 第4展示室【特別展】

布の絵画BORO 〜美しいぼろ布展〜
- 浮世絵シアター

ボストン美術館に収蔵されている、幻の浮世絵「スポルディング・コレクション」をデジタル映像で解説している。
6階にあるステージでは定期的に和楽器などのライブ公演を行っている。また6階の一部はミュージアム閉館後に営業開始する終夜営業のバーになっている。